# Werner March
Werner Julius March (født 17. januar 1894 i Charlottenburg, død 11. januar 1976 i Berlin) var en tysk arkitekt. Hans mest berømte bygningsværk er Olympiastadion Berlin.

## Levned
Han blev født i 1894 som søn af arkitekten Otto March og barnebarn af den ansete teglfabrikant Ernst March. I 1912 fik han studentereksamen fra Kaiserin-Augusta-Gymnasium i Berlin-Charlottenburg. I sommersemesteret 1912 studerede han arkitektur på Technischen Hochschule Dresden, men skiftede allerede inden 2. semester til Technische Hochschule Berlin-Charlottenburg. Ved første verdenskrigs udbrud i august 1914 meldte han sig som frivillig soldat. Efter hjemsendelse som officer i 1918 genoptog han sine studier og bestod i slutningen af 1919 den afsluttende eksamen med udmærkelse.
Marchs støtte og forbillede var professor German Bestelmeyer. Han blev dennes mønsterstudent ved kunstakademiet i Berlin og arbejdede i ledelsen af to af Bestelmeyers byggerier, administrationsbygningen for rigsgældsforvaltningen i Berlin og en bankbygning i Gotha.
I 1923 bestod March 2. Staatsexamen, og derefter arbejdede han i byggekontoret ved den tyske Reichsbank i Berlin med udkast til og bygning af et stort boligbyggeri for ansatte i Reichsbank i Berlin-Schmargendorf. På grundlag af dette projekt, som blev gennemført i flere etaper frem til 1926, etablerede han sig i 1925 som selvstændig og blev snart medlem af Bund Deutscher Architekten (BDA). Blandt hans første store successer var vinderen af konkurrencen om „Deutsche Sportforum“, som han sammen med sin bror Walter March udarbejdede i 1926 og fra 1927 gennemførte i en række enkeltstående byggeafsnit. Han deltog med en model at denne bygning i arkitekturkonkurrencen ved OL 1928 i Amsterdam, men vandt ikke en medalje.. Deutsche Sportforum indgik fra 1933 i det samlede koncept omkring Olympiastadion Berlin, hvor han arbejdede sammen med Albert Speer.
En målestok for hans karriere var også, at han i 1939 blev valgt til formand for Brandenburgs afdeling af BDA. I 1932 blev han desuden udnævnt til medlem af Preußische Akademie des Bauwesens. Den 1. maj 1933 blev han medlem af NSDAP og blev medlem af organisationskomiteen for de Olympiske Sommerlege 1936 i Berlin.
I olympiadeåret 1936 blev March efter forslag fra indenrigsminister Wilhelm Frick tildelt titel af professor af Adolf Hitler, og han blev udpeget til medlem af Kunstakademierne i Berlin og München. Han overtog ledelsen af instituttet for bygning af øvelsessteder i rigsakademiet for legemsøvelser. En post som professor ved Technischen Hochschule Berlin afslog han i marts 1938.
Han deltog også i kunstkonkurrencerne ved OL 1936 i Berlin og vandt denne gang guld sammen med sin bror, Walter March, i byplanlægning for designet af Reichssportfeld, det terræn, som mange af konkurrencerne ved legene blev gennemført på. Desuden vandt han sølv i arkitekturdesign for samme projekt. Han deltog også med tre andre varianter af sportsfaciliteterne brugt ved legene, men disse vandt ikke medaljer.
I 2. Verdenskrig blev han i 1940 stabsofficer i Abwehr under admiral Wilhelm Canaris og senere blev han tilknyttet generalstaben i Italien. Han blev dog gentagne gange udlånt for at kunne overtage ledelsen af større statslige byggerier.
Efter krigen boede og arbejdede Werner March først i Minden, hvor han ledede genopbygningen af domkirken og rådhuset. Fra 1948 overtog han igen forskellige æreshverv indenfor det nydannede Bund Deutscher Architekten. I 1953 blev han professor i byplanlægning ved Technischen Hochschule Berlin, en post han beholdt til sin pensionering i 1960. I 1955 blev han udnævnt til æresmedlem i det tyske Akademi for by- og landplanlægning.
Technische Hochschule Berlin udnævnte ham i 1962 til æressenator. I 1973 tildelte byen Minden ham byens æresring.
March døde i januar 1976 i Berlin-Dahlem og blev bisat på „Alten Luisenfriedhof“ i Berlin-Charlottenburg.

## Byggerier
- 1926–1936: Deutsches Sportforum in Berlin-Westend
- 1933: Jagthuset "Carinhall" til Hermann Göring i Schorfheide (nedbrændt i 1937)
- 1934–1936: Olympiastadion Berlin med klokketårn og Langemarckhalle
- 1934–1936: Den olympiske Landsby i Dallgow-Döberitz i samarbejde med Walter March, Heinrich Wiepking-Jürgensmann og Georg Steinmetz
- 1934–1936: Waldbühne in Berlin-Ruhleben
- 1938–1939: Vandbygningsvæsenet i Potsdam, Berliner Vorstadt, Berliner Straße 98–101

Det er den eneste administrationsbygning fra nazitiden i Potsdam. Siden 1993 bruges den som Hauptstelle Potsdam af Bundesanstalt für Immobilienaufgaben.
- 1938–1939: Det jugoslaviske gesandtskab i Berlin i ambassade kvarteret i Berlin-Tiergarten ::Bygningen bruges i dag af Deutschen Gesellschaft für Auswärtige Politik.
- 1940–1943: Emdrupborg, Emdrup for Deutsche Schule i København. Byggeriet ikke fuldendt pga. materialemangel under krigen. Bygningen blev efter den tyske besættelse ombygget af Thomas Havning til Danmarks Lærerhøjskole, i dag Danmarks Pædagogiske Universitetsskole, Aarhus Universitet
- 1946–1957: Genopbygning af domkirken i Minden
- 1948–1951: Genopbygning af Landeshauses i Münster (Westfalen)

March deltog også i genopbygningen af domkirken og det historiske rådhus i Münster.
- 1948–1954: Genopbygning af rådhuset i Minden
- 1951/1952: Genopbygning af Apostelkirken i Gütersloh
- 1952–1956: Antikmuseet i Bagdad (Irak)
- 1954: St.-Petri-Kirken i Bielefeld
- 1961: Fadervorskirken i Berlin-Wilmersdorf
- 1962–1967: Saneringsvurdering af Berlin-Kreuzberg (sammen med Ilse Balg)
- 1965: Konkurrenceudkast til det olympiske stadion i München (ikke udført)